# Szőcs Kálmán
Szőcs Kálmán (Marosvásárhely, 1942. szeptember 18. – Marosvásárhely, 1973. augusztus 20.) erdélyi magyar költő, újságíró.

## Életútja
Anyját elhurcolták Auschwitzba, őt magát szüleinek barátai rejtegették. Ez a gyermekkori tragikus élmény lett később lírájának alapmotívuma: a szeretetvágy, az elégikus-nosztalgikus hangoltság. Szülővárosában érettségizett 1960-ban. A marosvásárhelyi Pedagógiai Főiskolán szerzett román–magyar szakos tanári oklevelet 1963-ban. 1964-ben tanár volt Kisgörgényben, 1965-ben a bukaresti Pionír c. lap belső munkatársa, 1965–66-ban tanár Parajdon, majd a Vörös Zászló szerkesztőségében dolgozott.

## Munkássága
Költőként az első Forrás-nemzedékhez tartozott; első verseit 1962-ben közölte az Utunk. A magánytól való félelem, a világ rosszaságának, a közelállók elmúlásának elsiratása, az önvád, a boldogtalan szerelem, a sértett, meg nem értett ember verseinek témája. Gyakran dogmatikus, erősen politizáló: „költészete felmenti nemzedékét az apolitikusság vádja alól” (Vári Attila). Csöndes kiáltvány c. kötetéről írja Láng Gusztáv: „Kötetének két kulcsfogalma, leginkább kiemelt szavak: gyöngeségem és egyedül [!]; a magány Szőcs Kálmán verseiben maga is metaforikus értelmű, nem pontosan körülhatárolható érzelmeket vagy élethelyzeteket jelöl, hanem a költői magatartás egészét meghatározó közérzetet fejezi ki.”
Verseire jellemző az elidegenedés elleni tiltakozás, a modern költő személyiségválsága. „Afféle tudatos hangulatember volt, olyan művészi szimattal és emberi érzékenységgel megáldva és megverve, amely csak azért vette sorra, vetítette ki apokalipszisekké a dolgok érdekesebb, sötétebb változatát is, mert annál jobban akarta hinni, hogy végül minden jóra fordul” (Lászlóffy Aladár). Közösségi ügynek tartotta tulajdon költői létét, de csalódása kommunista eszményeiben, meghasonlása és labilis idegrendszere végül öngyilkosságba sodorta.

## Művei
- Lelkemben gyermekkórusok (versek, Székely János előszavával, Bukarest, 1965. Forrás)
- Csöndes kiáltvány (versek, Bukarest, 1967)
- Papírhajók (versek, Bukarest, 1968)
- Új Kolumbusz (versek, Kolozsvár, 1971)
- Születésnapok (színmű, Marosvásárhely, 1971)
- Játékaim (versek, Bukarest, 1972)
- Megjött a tornatanár (vidám játék egy felvonásban, Marosvásárhely, 1972)
- Töklámpás (versek, Bukarest, 1974)
- A legszebb éneket kerestem (válogatott versek, Csiki László válogatásában és előszavával. Bukarest, 1977. Romániai Magyar Írók)
- Megjött a tornatanár (színmű, Marosvásárhely, 1979)
- Küldj milliárd palackot (válogatott versek, Sütő András előszavával, Mentor, Marosvásárhely, 1995)
- Válogatott versek; válogatta és szerkesztette Fekete Vince, Csíkszereda, Hargita Kiadóhivatal, Székelyföld Alapítvány, 2019 (Székely Könyvtár)

## Díjak, elismerések
1972-ben a Marosvásárhelyi Írók Egyesülete Díjával tüntették ki.